# Nygren Point
Nygren Point är en udde i Antarktis. Den ligger i Västantarktis. Argentina, Chile och Storbritannien gör anspråk på området.
Terrängen inåt land är huvudsakligen kuperad, men åt nordväst är den platt. Havet är nära Nygren Point åt sydväst. Trakten är obefolkad. Det finns inga samhällen i närheten.